# Lana Del Ray
Lana Del Ray (sic), también conocido como Lana Del Ray a.k.a. Lizzy Grant (por el nombre anterior de la artista) es un  álbum  de la cantante estadounidense Lana Del Rey. Fue lanzado digitalmente a través de iTunes Store el 4 de enero de 2010 por la discográfica independiente 5 Points Records. Sin embargo, se anuló dos meses después ante la incapacidad de la discográfica de poderlo financiar para que se pudiera editar también físicamente, según Del Rey. La artista informó en 2012 que había vuelto a comprar para sí los derechos del álbum y que estaba interesada en poderlo reeditar para el futuro.
El álbum fue el primer proyecto de la cantante en salir publicado bajo su nombre artístico de Lana Del Rey, aunque, debido a la pronunciación anglosajona del nombre, apareció acreditado mal deletreado como Lana Del Ray.

## Antecedentes
El álbum fue producido por el productor de música David Kahne, quien grabó el álbum con Del Rey en un periodo de alrededor de tres meses, en 2008. Antes de lanzar el álbum, Del Rey había lanzado un EP titulado Kill Kill en iTunes en octubre de 2008, en el que destacan las canciones "Kill Kill", "Gramma" y "Yayo". "Yayo" se relanzaría de nuevo en Paradise. Del Rey empezó con Kahne: "Es conocido como un productor con mucha integridad y tiene interés en hacer una música que no sea pop". Su padre, Robert Grant, ayudó con la promoción del álbum mientras estuvo disponible en iTunes por un corto plazo antes de retirarse.
Según David Kahne, quien produjo a la artista y dueño de la discográfica David Nichtern, Grant compró los derechos de su discográfica.

## Lista de canciones
| Lana Del Ray |                                                |                 |          |  |
| N.º          | Título                                         | Escritor(es)    | Duración |  |
| 1.           | «Kill Kill»                                    | Elizabeth Grant | 3:57     |  |
| 2.           | «Queen of the Gas Station»                     | Grant, Kahne    | 3:04     |  |
| 3.           | «Oh Say Can You See»                           | Grant           | 3:40     |  |
| 4.           | «Gramma (Blue Ribbon Sparkler Trailer Heaven)» | Grant, Kahne    | 3:55     |  |
| 5.           | «For K, Part 2»                                | Grant           | 3:24     |  |
| 6.           | «Jump»                                         | Grant           | 2:51     |  |
| 7.           | «Mermaid Motel»                                | Grant           | 3:59     |  |
| 8.           | «Raise Me Up (Mississippi South)»              | Grant           | 4:22     |  |
| 9.           | «Pawn Shop Blues»                              | Grant, Kahne    | 3:26     |  |
| 10.          | «Brite Lites»                                  | Grant           | 2:58     |  |
| 11.          | «Put Me in a Movie»                            | Grant           | 3:13     |  |
| 12.          | «Smarty»                                       | Grant, Kahne    | 2:49     |  |
| 13.          | «Yayo»                                         | Grant           | 5:45     |  |
| 47:23        |                                                |                 |          |  |